# Periscepsia misella
Periscepsia misella là một loài ruồi trong họ Tachinidae.